# Akai MPC

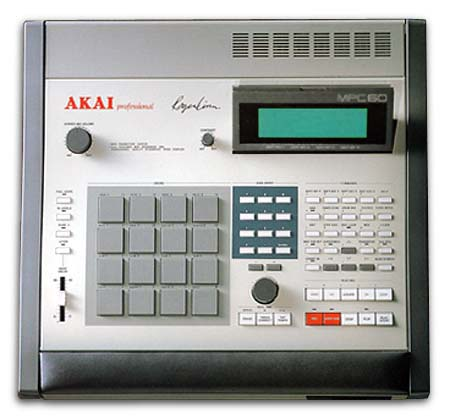
Akai MPC60 - pierwszy sampler z serii MPC stworzony przez Akai we współpracy z Rogerem Linnem.

Akai MPC (pierwotna nazwa: MIDI Production Center, obecnie Music Production Center) to seria elektronicznych instrumentów muzycznych produkowanych od 1988 roku przez japońską firmę Akai Professional. MPC to sampler, sekwencer, oraz dynamiczne pady perkusyjne w jednej konsoli, dzięki czemu urządzenie to może służyć jako kompletna stacja robocza w procesie produkcji muzycznej. 
Z początku samplery Akai MPC zyskały dużą popularność zwłaszcza wśród producentów hip-hopowych, gdyż ten gatunek muzyczny w znacznej mierze opiera się na samplingu. Obecnie maszyny MPC znajdują nieograniczone zastosowanie w każdym rodzaju muzyki, gdzie wykorzystywane są instrumenty elektroniczne.